# الکساندر اشلاگر
الکساندر اشلاگر (انگلیسی: Alexander Schlager؛ زادهٔ ۱ فوریهٔ ۱۹۹۶) بازیکن فوتبال اهل اتریش است.
از باشگاه‌هایی که در آن بازی کرده‌است می‌توان به باشگاه فوتبال لایپزیگ و باشگاه فوتبال ردبول زالتسبورگ اشاره کرد.
وی همچنین در تیم‌های ملی فوتبال زیر ۲۱ سال اتریش و اتریش بازی کرده‌است.